# Rafael Camerano
Rafael Camerano Turbay (Plato, Magdalena, Colombia 1948-Barranquilla, 28 de noviembre de 2014) fue un actor colombiano, que hizo su debut en 1986. Ese mismo año, tuvo un pequeño papel en la película La misión como el comandante español que ataca la Misión de San Carlos.

## Biografía
Rafael Camerano Turbay, siendo este su nombre completo, nació en Barranquilla, Colombia. De una familia muy trabajadora que se empeñó en darle educación. Estudia en la Universidad América Bogotá y se graduó en 1975. En el año 1974 representó a Colombia en el campeonato mundial de taekwondo realizado en Montreal (Canadá), resultando subcampeón. 
Luego en 2003, participa en la película Champeta Paradise, dirigida por Ernesto McCausland. Vuelve a la actuación en 2012, haciendo su primera participación en la televisión en la telenovela Rafael Orozco, el ídolo, siendo esta su más reciente actuación, donde actuó al lado de Alejandro Palacio, Taliana Vargas, Mario Espitia, Alberto Pujol, Ángela Vergara, Myriam de Lourdes, entre otros.
También participó en el programa de humor La Barra Presenta... Murió el 28 de noviembre de 2014 cuando estaba internado en un hospital, por complicaciones de un cáncer.